# Ann Esch
Ann Esch (Wilrijk, 10 augustus 1965) is een Vlaamse actrice. Haar bekendste rol is die van Veronique Kuypers in Kaat & co.
Ze speelde gastrollen in Postbus X, F.C. De Kampioenen (Sabine), Wittekerke (Sybille), Recht op Recht (Agneta Sterckx), Spoed (vrouw), Verschoten & Zoon (Myrène), Sedes & Belli, (hoer), Hallo België (Trudy uit Mannheim), Witse (Marleen De Schutter in 2004, Margot in 2010), Rupel (Tineke Segers) en Zone Stad (Hilde Celis, dochter van Ivo). Vanaf oktober 2008 vertolkte ze de rol van Kris Moreels, een vrouwelijke loodgieter in de één-serie Thuis. In september 2010 werd bekendgemaakt dat Ann Esch na meer dan twee jaar uit de serie ging verdwijnen. De makers zagen geen toekomst meer in haar personage. Ze was tot eind november 2010 te zien in de serie.
Met het Europees Festival speelde ze van 2000 tot 2002 in De Leeuwen. Daarnaast regisseerde ze ook enkele toneelstukken voor amateurtoneelgezelschappen zoals Tintel uit Oud-Turnhout. 

## Filmografie
- Postbus X
- F.C De Kampioenen (1991) - als Sabine
- Wittekerke - als Sybille
- Recht op Recht - als Agneta Sterkx
- Spoed - als vrouw
- Pa heeft een lief - als Betty Van Nuffelen
- Verschoten & Zoon - als Myrène
- Sedes & Belli
- Hallo België - als Trudy uit Mannheim
- W817 (2002) - als Katie
- Witse (2004, 2010) - als Marleen De Schutter (2004), als Margot (2010)
- Rupel - als Tineke Segers
- Zone stad - als Hilde Celis
- Thuis (2008-2010) - als Kris Moreels